# Sainte-Barbe (Moselle)
Sainte-Barbe település Franciaországban, Moselle megyében. Lakosainak száma 783 fő (2022. január 1.). Sainte-Barbe Les Étangs, Failly, Glatigny, Hayes, Retonfey, Sanry-lès-Vigy, Servigny-lès-Sainte-Barbe, Vigy és Vry községekkel határos.

## Népesség
A település népessége az elmúlt években az alábbi módon változott:
| Lakosok száma | 269  | 403  | 525  | 710  | 728  | 729  | 745  | 761  | 769  | 783  |
|               | 1968 | 1982 | 1990 | 2006 | 2013 | 2015 | 2017 | 2019 | 2020 | 2022 |